# Diego Oliveira De Queiroz
Diego Queiróz de Oliveira, meglio noto come Diego Oliveira (Curitiba, 22 giugno 1990), è un ex calciatore brasiliano, di ruolo attaccante.

## Palmarès

### Club

#### Competizioni nazionali
- Coppa J. League: 1

FC Tokyo: 2020

### Individuale
- Squadra del campionato giapponese: 1

2019